# Klaus-Dieter Kirchstein
Klaus-Dieter Kirchstein (ur. 14 sierpnia 1960) – wschodnioniemiecki bokser, medalista mistrzostw świata i mistrzostw Europy.
Zwyciężył w wadze muszej (do 51 kg) na Spartakiadzie Gwardyjskiej w 1979 w Sofii.
Zdobył brązowy medal w wadze koguciej (do 54 kg) na mistrzostwach świata w 1982 w Monachium, po porażce w półfinale z Wiktorem Mirosznyczenko z ZSRR. Podobnie wywalczył brązowy medal w tej kategorii wagowej na mistrzostwach Europy w 1983 w Warnie po przegranej w półfinale z Samim Buzolim z Jugosławii (wcześniej pokonał takich zawodników, jak Sławomir Zapart i Maurizio Stecca).
Z powodu bojkotu igrzysk olimpijskich w 1984 w Los Angeles przez NRD nie mógł wziąć w nich udziału. Na turnieju Przyjaźń-84 zorganizowanym w Hawanie dla pięściarzy z państw bojkotujących igrzyska zdobył brązowy medal, po porażce w półfinale z Ramonem Ledonem z Kuby.
Wziął udział w mistrzostwach Europy w 1985 w Budapeszcie, ale w ćwierćfinale wagi koguciej pokonał go przyszły mistrz Ljubiša Simić z Jugosławii.
Kirchstein był mistrzem NRD w wadze koguciej w latach 1982–1985.